# أيمن الخليف
أيمن الخليف، لاعب كرة قدم سعودي، يلعب في نادي العلا و منتخب الشباب لكرة القدم .
مثل نادي هجر في الفئات السنية وانتقل إلى النادي الأهلي في عام 2015 و بعدها مع نادي الوحدة في 2019 و انتقل إلى نادي الفتح مطلع عام 2022 انتقل إلى نادي القادسية في عام 2023 وانتقل إلى نادي العلا في عام 2024 و تألق مع منتخب الشباب في كأس آسيا 2016 .

## روابط خارجية
- أيمن الخليف على موقع قاعدة بيانات كرة القدم.إي يو (الإنجليزية)
- أيمن الخليف على موقع ناشيونال فوتبول تيمز (الإنجليزية)
- أيمن الخليف على موقع Soccerway.com (الإنجليزية)
- أيمن الخليف على موقع أوليمبيديا (الإنجليزية)